# Klute (film)
A Klute 1971-ben bemutatott amerikai neo-noir bűnügyi film, melynek rendezője és producere Alan J. Pakula. A filmrendező ún. „paranoia-trilógiájának” első darabja, melyet A Parallax-terv (1974) és Az elnök emberei (1976) követett. A főbb szerepekben Jane Fonda, Donald Sutherland, Charles Cioffi és Roy Scheider látható. 
Az Amerikai Egyesült Államokban 1971. június 25-én mutatták be a mozikban, bevételi és kritikai sikerrel – utóbbiak főként a rendezést, a forgatókönyvet és Fonda alakítását méltatták. A színésznő a 44. Oscar-gálán elnyerte a legjobb női főszereplőnek járó díjat. A film legjobb eredeti forgatókönyv kategóriában egy további Oscar-jelölést szerzett.

## Cselekmény
Tom Gruneman, egy pennsylvaniai vegyi üzem vezetőségi tagja rejtélyes körülmények közt eltűnik. A rendőrség talál egy obszcén levelet a férfi irodájában, melyet egy Bree Daniel nevű callgirlnek címzett és akinek rendszeresen írt ilyen leveleket. Félévnyi eredménytelen rendőri munka után Peter Cable, Gruneman cégének másik magas beosztású tagja felbéreli John Klute nyomozót az ügy felgöngyölítésére.
Klute lakást bérel a Bree otthonául szolgáló épületben, lehallgatókészüléket helyez el a lány telefonjában és követni kezdi. Bree látszólag élvezi a gondtalan és szabad életmódját, miközben a prostitúció mellett színészi és modellkedéssel kapcsolatos munkákra is jelentkezik. Pszichiáterének azonban bevallja, üresnek érzi életét. Először nem hajlandó válaszolni Klute kérdéseire és azt állítja, fotó alapján nem ismeri Grunemant. Noha két évvel korábban egy ügyfele brutálisan összeverte, az nem az eltűnt férfi volt. A lány elviszi a nyomozót volt stricijéhez, Frank Ligourinhoz, egy Jane McKenna nevű prostituált futtatójához – annak idején McKenna ajánlotta Bree-nek az agresszív ügyfelet. McKenna látszólag öngyilkos lett, egy másik prostituált társuk, Arlyn Page pedig drogfüggővé vált és eltűnt. 
Klute és Bree között románc bontakozik ki, bár pszichiáterének elmondja, hogy kapcsolatuk véget szeretne vetni, mivel az élete feletti kontroll elvesztésétől tart. A nyomozóval felkutatják Page-t, akitől megtudják, a fotón szereplő Gruneman nem a volt ügyfele, mert az egy nála idősebb férfi. Page testére később egy folyóban találnak rá. A két prostituált halálát összekapcsolva Klute rájön, az ügyfél Gruneman nevét használta. Szerinte az ismeretlen férfi megölte Grunemant és következő áldozata Bree lehet. Klute felkeresi Gruneman ismerőseit, az obszcén leveleken lévő kézírásminták pedig elvezetik megbízójához, Cable-höz. Klute csapdát állít neki és pénzt kér tőle egy állítólagos notesz megvásárlására, ami tartalmazza McKenna kuncsaftjait, így kideríthetve Bree támadójának személyazonosságát. 
Cable követi Bree-t és beismeri, ő küldte neki a leveleket. Miután Gruneman véletlenül felfedezte, hogy munkatársa fizikailag bántalmazta McKennát, Cable attól félt, ez az incidens tönkreteheti karrierjét. Cable ezért Grunemant sározta be, az irodájában elhelyezve a leveleket. Lejátszik egy Page meggyilkolásáról készített magnószalagot Bree-nek, majd rátámad a nőre. Klute beront a helyiségbe, mire Cable hátrahőköl és kizuhan az ablakon.
Bree Klute segítségével kiüríti bérelt lakását. Egy narrációként hallott beszélgetésben, melyet pszichiáterével folytat, megosztja vonakodását egy hagyományos párkapcsolattól és irtózását a háziasszonyi léttől. Bevallja, hiányozni fog neki Klute és képtelen megmondani neki az igazat érzéseiről, ezért még bizonytalan a közös jövőjükben. Távozás közben Bree telefonhívást kap egy ügyfelétől, de közli vele, hogy elhagyja New Yorkot és nem tervezi a visszatérést. Bree és Klute együtt sétál ki az épületből.

## Szereplők
| Szerep                       | Színész            | Magyar hang        |
| ---------------------------- | ------------------ | ------------------ |
| Bree Daniels                 | Jane Fonda         | Földessy Margit    |
| John Klute                   | Donald Sutherland  | Szacsvay László    |
| Peter Cable                  | Charles Cioffi     | Blaskó Péter       |
| Frank Ligourin               | Roy Scheider       | Balkay Géza        |
| Arlyn Page                   | Dorothy Tristan    | Gyöngyössy Katalin |
| Trina                        | Rita Gam           | Kánya Kata         |
| Pszichiáter                  | Vivian Nathan      | Gyimesi Pálma      |
| Trask                        | Nathan George      | Dunai Tamás        |
| Tom Grunerman                | Robert Milli       | N/A                |
| Titkárnő                     | Jean Stapleton     | Halász Aranka      |
| Statiszta (táncos a klubban) | Sylvester Stallone | nem szólal meg     |

## Fogadtatás

### Fontosabb díjak és jelölések
| Díj              | Kategória                          | Jelölt                   | Eredmény |
| ---------------- | ---------------------------------- | ------------------------ | -------- |
| Oscar-díj        | legjobb női főszereplő             | Jane Fonda               | Elnyerte |
| Oscar-díj        | legjobb eredeti forgatókönyv       | Andy Lewis és Dave Lewis | Jelölve  |
| BAFTA-díj        | legjobb női főszereplő             | Jane Fonda               | Jelölve  |
| Golden Globe-díj | legjobb női főszereplő (filmdráma) | Jane Fonda               | Elnyerte |
| Golden Globe-díj | legjobb forgatókönyv               | Andy Lewis és Dave Lewis | Jelölve  |

## Fordítás
- Ez a szócikk részben vagy egészben  a   Klute című angol Wikipédia-szócikk fordításán alapul.  Az eredeti cikk szerkesztőit annak laptörténete sorolja fel. Ez a jelzés csupán a megfogalmazás eredetét és a szerzői jogokat jelzi, nem szolgál a cikkben szereplő információk forrásmegjelöléseként.